# Nybro gravkapell
Nybro gravkapell är en kyrkobyggnad vid kyrkogården Skogsvilan tillhörande Nybro-S:t Sigfrids församling i Nybro i Växjö stift. Kapellet är ersatt med ett nytt kapell invigt 2018 utanför kyrkogårdsmuren norr om kyrkogården.

## Orgel
- 1972 bygger A Mårtenssons Orgelfabrik AB, Lund en mekanisk orgel.

| Manual I        | Pedal   |
| Gedackt 8´      | Bihängd |
| Principal 4´    |         |
| Rörflöjt 4' B/D |         |
| Svegel 2'       |         |
| Krumhorn 8' D   |         |